# Bohemian Rhapsody: Huyền thoại ngôi sao nhạc rock
Bohemian Rhapsody: Huyền thoại ngôi sao nhạc rock (tên gốc tiếng Anh: Bohemian Rhapsody) là một bộ phim tiểu sử năm 2018 về ban nhạc rock người Anh Queen, tập trung vào cuộc đời ca sĩ chính Freddie Mercury từ nhỏ cho đến màn trình diễn Live Aid của Queen tại sân vận động Wembley năm 1985. Bộ phim lấy tên từ bài hát cùng tên năm 1975 của ban nhạc này. Nó là một liên doanh sản xuất Anh-Mỹ của 20th Century Fox, New Regency, GK Films và Queen Films, với Fox đóng vai trò là nhà phân phối.
Bộ phim do Bryan Singer đạo diễn, với phần kịch bản do Anthony McCarten đảm nhiệm, cùng với sự hợp tác sản xuất giữa Graham King và quản lý cũ của Queen là Jim Beach. Phim có cự tham gia diễn xuất của các ngôi sao Rami Malek trong vai Mercury, cùng với Lucy Boynton, Gwilym Lee, Ben Hardy, Joseph Mazzello, Aidan Gillen, Tom Hollander, Allen Leech và Mike Myers trong vai trò hỗ trợ. Các thành viên ban nhạc Queen Brian May và Roger Taylor làm cố vấn sáng tạo của bộ phim.
Quá trình quay chính bắt đầu tại Luân Đôn vào tháng 9 năm 2017 với Singer là đạo diễn. Vào tháng 12 năm 2017, Singer đã bị sa thải vì vắng mặt và mâu thuẫn với dàn diễn viên và đoàn làm phim; Dexter Fletcher được thuê để hoàn thành nốt bộ phim. Singer cuối cùng vẫn được ghi công với tư cách đạo diễn duy nhất theo hướng dẫn của DGA, trong khi Fletcher được ghi công trong việc sản xuất điều hành. Quay phim kết thúc vào tháng 1 năm 2018.
Bohemian Rhapsody: Huyền thoại ngôi sao nhạc rock được phát hành tại Anh vào ngày 24 tháng 10 năm 2018 và tại Hoa Kỳ vào ngày 2 tháng 11 năm 2018, và đã thu về 141 triệu đô la Mỹ tiền vé trên toàn thế giới. Bộ phim được đón nhận với các đánh giá trái chiều nhau; đạo diễn, kịch bản và sự thiếu chính xác về lịch sử trong phim đã bị chỉ trích, nhưng hình ảnh Live Aid trực tiếp và dàn diễn viên, đặc biệt là diễn xuất của Malek đóng vai Mercury đã nhận được những lời khen ngợi.